# Ranunculus valdepubens
Ranunculus valdepubens är en ranunkelväxtart som beskrevs av Claude Thomas Alexis Jordan. Ranunculus valdepubens ingår i släktet ranunkler, och familjen ranunkelväxter. Inga underarter finns listade i Catalogue of Life.